# Super Bowl XXXV
Super Bowl XXXV był trzydziestym piątym finałem o mistrzostwo NFL w zawodowym futbolu amerykańskim, rozegranym 28 stycznia 2001 roku, na stadionie Raymond James Stadium, w Tampie, w stanie Floryda.
Mistrz konferencji AFC, drużyna Baltimore Ravens, pokonał mistrza konferencji NFC, drużynę New York Giants, uzyskując wynik 34-7.
Za faworytów spotkania uważana była drużyna z Baltimore, przede wszystkim dzięki świetnej postawie jej formacji defensywnej w sezonie zasadniczym, podczas którego zespół stracił tylko 165 punktów. Największy wpływ na taką grę miało trzech linebackerów: Peter Boulware, Jamie Sharper i Ray Lewis (futbol amerykański).
Amerykański hymn państwowy przed meczem wykonał boysband Backstreet Boys. W przerwie w połowie meczu wystąpili: Aerosmith, Britney Spears, Nelly, Mary Jane Blige oraz *NSYNC.
Tytuł MVP finałów zdobył Ray Lewis, Linebacker zespołu Ravens.

## Ustawienia początkowe
| Baltimore       | Pozycja | Pozycja | N.Y. Giants       |
| --------------- | ------- | ------- | ----------------- |
| Ofensywa        |         |         |                   |
| Qadry Ismail    | WR      | WR      | Ike Hilliard      |
| Jonathan Ogden  | LT      | LT      | Lomas Brown       |
| Edwin Mulitalo  | LG      | LG      | Glenn Parker      |
| Jeff Mitchell   | C       | C       | Dusty Zeigler     |
| Mike Flynn      | RG      | RG      | Ron Stone         |
| Harry Swayne    | RT      | RT      | Luke Petitgout    |
| Shannon Sharpe  | TE      | TE      | Ron Dixon         |
| Brandon Stokley | WR      | WR      | Amani Toomer      |
| Trent Dilfer    | QB      | QB      | Kerry Collins     |
| Jamal Lewis     | RB      | RB      | Tiki Barber       |
| Sam Gash        | FB      | FB      | Greg Comella      |
| Defensywa       |         |         |                   |
| Rob Burnett     | LE      | LE      | Michael Strahan   |
| Sam Adams       | LDT     | LDT     | Cornelius Griffin |
| Tony Siragusa   | RDT     | RDT     | Keith Hamilton    |
| Michael McCrary | RE      | RE      | Cedric Jones      |
| Peter Boulware  | LOLB    | LOLB    | Micheal Barrow    |
| Ray Lewis       | MLB     | MLB     | Jessie Armstead   |
| Jamie Sharper   | ROLB    | ROLB    | Emmanuel McDaniel |
| Duane Starks    | LCB     | LCB     | Dave Thomas       |
| Chris McAlister | RCB     | RCB     | Jason Sehorn      |
| Kim Herring     | SS      | SS      | Sam Garnes        |
| Rod Woodson     | FS      | FS      | Shaun Williams    |